# 凝聚态物理学
凝聚态物理学專門研究物质凝聚相的物理性质。该领域的研究者力图通过物理学定律来解释凝聚相物质的行为。其中，量子力学、电磁学以及统计力学的相关定律对于该领域尤为重要。
固相以及液相是人们最为熟悉的凝聚相。除了这两种相之外，凝聚相还包括一些特定的物质在低温条件下的超导相、自旋有关的铁磁相及反铁磁相、超低温原子系统的玻色-爱因斯坦凝聚相等等。对于凝聚态的研究包括通过实验手段测定物质的各种性质，以及利用理论方法发展数学模型以深入理解这些物质的物理行为。
由于尚有大量的系统及现象亟待研究，凝聚态物理学成为了目前物理学最为活跃的领域之一。仅在美国，该领域的研究者就占到该国物理学者整体的近三分之一，凝聚态物理学部也是美国物理学会最大的部门。此外，该领域还与化学，材料科学以及纳米技术等学科领域交叉，并与原子物理学以及生物物理学等物理学分支紧密相关。该领域研究者在理论研究中所采用的一些概念与方法也适用于粒子物理学及核物理学等领域。
晶体学、冶金学、弹性力学以及磁学等等起初是各自独立的学科领域。这些学科在二十世纪四十年代被物理学家统合为固体物理学。时间进入二十世纪六十年代后，有关液体物理性质的研究也被纳入其中，形成凝聚态物理学这一新学科。据物理学家菲利普·安德森所述，术语“凝聚态物理学”是他和福尔克尔·海涅首创。1967年，他们把位于卡文迪许实验室的研究组名称由“固体理论”改为“凝聚态理论”。二人觉得原来的名称并没有涵盖液体及核物质等方面研究。但是，“凝聚态”这一术语此前已在欧洲学界出现，只是由他们普及而已。较为著名的例子是施普林格公司于1963年创建的期刊《凝聚态物理学》（英語：Physics of Condensed Matter）。二十世纪六、七十年代的资金环境以及各国政府采取的冷战政策促使相关领域物理学家接纳了“凝聚态物理学”这一术语。他们认为这一术语相对于“固体物理学”而言更为突出了固体、液体、等离子体以及其他复杂物质研究之间的共通性。这些研究与金属和半导体在工业上的应用息息相关。贝尔实验室是最早开展凝聚态物理学研究项目的研究机构之一。
“凝聚态”这一术语在更早的文献中即已出现。例如，在1947年出版的由雅科夫·弗伦克尔撰写的专著《液体动力学理论》（英語：Kinetic theory of liquids）的绪论中，他提出：“液体动力学理论日后也将发展为固体动力学理论的推广与延伸。实际上，更为正确的做法或许是将液体与固体统归为‘凝聚體’。”

## 历史

### 经典物理学

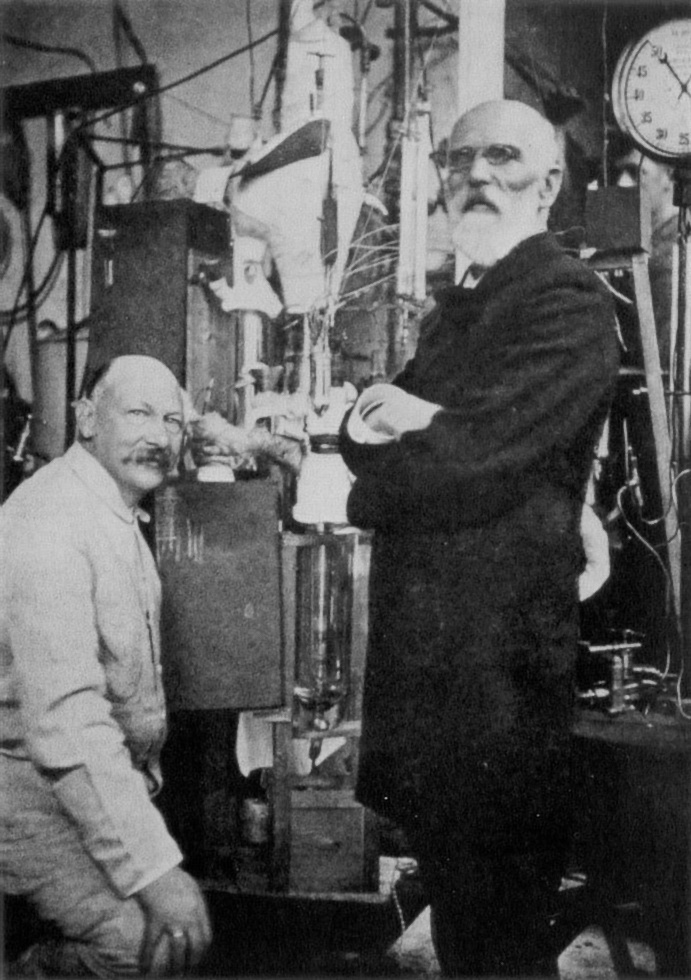
海克·卡末林·昂内斯与约翰内斯·范德瓦耳斯在氦气的液化泵旁（1908年摄于莱顿）

英国化学家汉弗里·戴维是凝聚态物理学的先驱之一。他在十九世纪初即进行了相关的研究。戴维发现当时已知的40种化学元素中有26种元素的单质具有一些共有的性质，如表面有金属光泽、延展性强、电导率及热导率高。这意味着原子可能并不像约翰·道尔顿所预见的那样不可分，而是具有内部结构。戴维进一步提出像氮气以及氢气这样常温常压下为气体的单质，在一定的条件下可以液化，并且它们液化后也会具有一定的金属性。
1823年，当时还是戴维实验室的助手的迈克尔·法拉第实现了氯气的液化，并随后又实现了除氮、氢、氧外其他已知元素气体单质的液化。1869年，爱尔兰化学家托马斯·安德鲁斯在对液体到气体的相变进行了一定的研究后，引入了临界点这一概念来描述系统同时具有液体与气体特性时的条件。随后，荷兰物理学家约翰内斯·范德瓦耳斯提出了范德瓦耳斯方程，为后来较高温度下的测量结果预测系统临界行为提供理论基础。1898年，詹姆斯·杜瓦实现了氢气的液化。十年后，海克·卡末林·昂内斯实现了氦气的液化。
保罗·德鲁德在1900年提出了首个金属内电子运动的经典模型。德鲁德在其模型中以金属中电子的行为类似气体分子为出发点描述了金属的一些性质。德鲁德模型也是首个能够解释像维德曼–夫兰兹定理这样的经验定律的微观模型。尽管德鲁德模型取得了一定的成功，但其仍不能解释一些重要问题，如电子对于金属热容的影响，金屬的磁性質，以及低温条件下电阻率与温度的关系。:275:366-368
1911年，在实现氦气液化三年后，当时在莱顿大学工作的昂内斯发现了汞的超导性。他发现在温度低于某一特定值时，汞的电阻率变为零。这一现象令当时顶尖的理论物理学家感到震惊，并在随后的几十年中一直是未解之谜。1922年，阿尔伯特·爱因斯坦这样评价当时对于超导的理论解释：“目前我们对于复合系统的量子力学的深远意义仍一无所知。在这些模糊的概念的基础上，我们距离构造出（能描述超导现象的）理论的目标仍很遥远。”

### 量子力学的引入
德鲁德的经典模型后来得到了沃尔夫冈·泡利、阿诺·索末菲及费利克斯·布洛赫等人的补充修正。泡利首先意識到自由電子在金屬內部的行為必須遵守费米-狄拉克统计。基于这个思路，他在1926年發展出順磁性理論。泡利開啟了現代固態物理學的發展:97。同年，索末菲提出的考虑到电子遵守的费米-狄拉克统计的理论比较完满地解决了金属的热容问题。兩年後，布洛赫利用量子力学的原理与方法來描述在周期性晶格中的电子的运动，說明連續能帶的形成機制。1931年，亞蘭·威尔逊發表論文闡明半導體的物理性質：半導體是帶隙較為狹窄的絕緣體，被激發的電子可以從價帶跳過帶隙至導帶進行導電。1933年，索末菲與漢斯·貝特對於金屬量子力學理論給出權威評論，詳細論述了整個那時期的發展。1947年，约翰·巴丁、沃尔特·布拉顿及威廉·肖克利制成了首个基于半导体的晶体管。这项创举引发了电子工程学的一次革命。:366-368

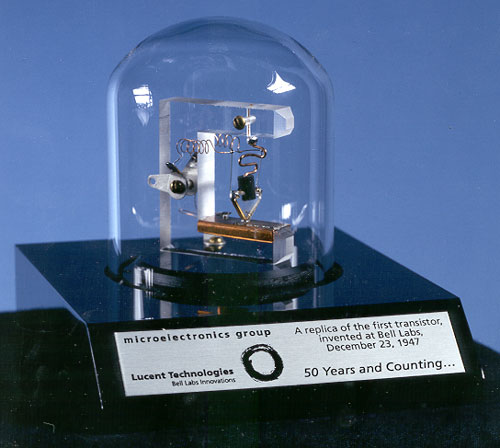
首个点接触型晶体管的仿制品（藏于贝尔实验室）

1879年，约翰霍普金斯大学的埃德温·霍尔做實驗實現詹姆斯·馬克士威在著作《電磁通論》裏提出的論述:321-322。霍尔发现，当外磁场垂直于导体中的电流密度时，导体会产生一个同时垂直于电流密度及外磁场的电场，以抵消外磁场对于导体内电荷载子的影响。这种源于导体中电荷载子的正負電性及其它性質的现象就是有名的霍尔效应。但这一效应在当时并没有得到完满的解释，因为电子是在18年后才被约瑟夫·汤姆孙在实验中发现。雖然後來發展出的經典理論可以解釋從實驗得到的關於鹼金屬與某些其它金屬的霍爾係數，它不能解釋电荷载子的正負電性。1929年，魯道夫·佩爾斯對於正霍爾效應給出理論解釋。在正霍爾效應裏，電流載子帶有正價。佩爾斯表示，這是因為在能帶邊緣區域的電子，其物理行為貌似帶有正價。隔年，列夫·朗道分析了磁场对于二维电子气体的影响。他提議，在恒定均匀磁场中，电子会在垂直于磁场的平面内做圆周运动,并且这种运动是简谐的；电子能量是量子化的，形成朗道能级。這論述基礎地解釋了後來於1980年實驗發現的量子霍爾效應。:458-460:256-260

早在公元4000年前的中國，物质的磁性就已为人们所熟知:1-2。然而，近代的磁学研究直至十九世纪法拉第及麦克斯韦创立电动力学后才正式起步。相关的研究包括基于物质磁化过程的不同将它们区分为铁磁性物质、顺磁性物质或是抗磁性物质。皮埃尔·居里曾研究过磁場与温度的关系，并发现了铁磁性物质相变的居里点。1906年，皮埃尔·外斯引入了磁畴这一概念来解释铁磁性物质的主要特性:9。1925年，乔治·乌伦贝克與塞缪尔·古德斯米特合作发现了电子自旋。同年，威廉·楞次与恩斯特·伊辛共同创立的伊辛模型是首个自微观层面描述物质磁性的数学模型。他们将磁性物质看作是由周期性自旋晶格组成的，而物质的磁性则是这些晶格整体的效应。通过伊辛模型，人们可以精确地得出自发磁化在一维晶格中并不会发生，而只能产生在更高维的晶格中。后续更为深入的研究包括布洛赫提出的自旋波以及路易·奈尔就反铁磁性所做的研究等等。这些研究催生了新的磁材料以及受到广泛应用的磁儲存设备。:36-38,48

### 现代多体物理学

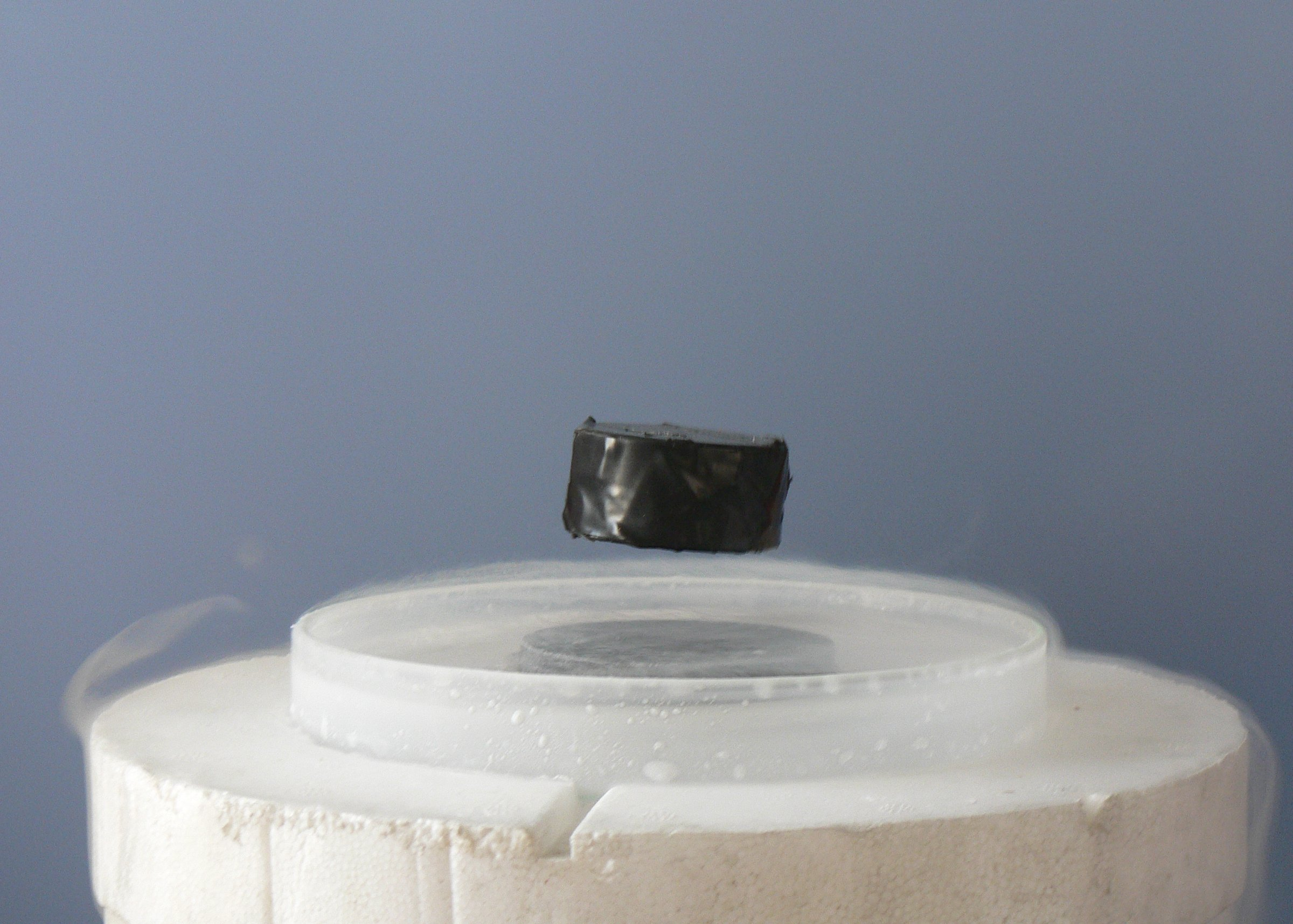
圖為在高溫超導體上懸浮的磁鐵。現在的物理學家有使用AdS/CFT对偶來研究高溫超導現象。

二十世纪三十年代，索末菲模型与铁磁性物质的自旋模型向物理学家展示了量子力学方法在解决凝聚态物质问题时的有效性。然而，那时还有一些尚未解决的问题，其中较为突出的是物质超导性的描述与近藤效应。第二次世界大战后，物理学家开始采用量子场论的一些方法来解决凝聚态物质问题。其中较为有名的事例是准粒子这一概念的引入，及其对于固体内集体激发问题的解决。俄罗斯物理学家列夫·朗道也采用这一方法解决了低温条件下费米子间相互作用的问题。他所引入的准粒子现在被物理学家称作“朗道准粒子”。朗道还发展了连续相变的平均场论。这一理论以自发对称性破缺来描述有序相，同时引入序参数这一概念来区分有序相。1965年，约翰·巴丁、利昂·库珀与约翰·施里弗，基于兩個自旋相反的电子彼此之間由於聲子媒介而相互吸引，因此形成“库珀对”这一现象，提出了BCS理论，最终从理论上解释了超导现象。

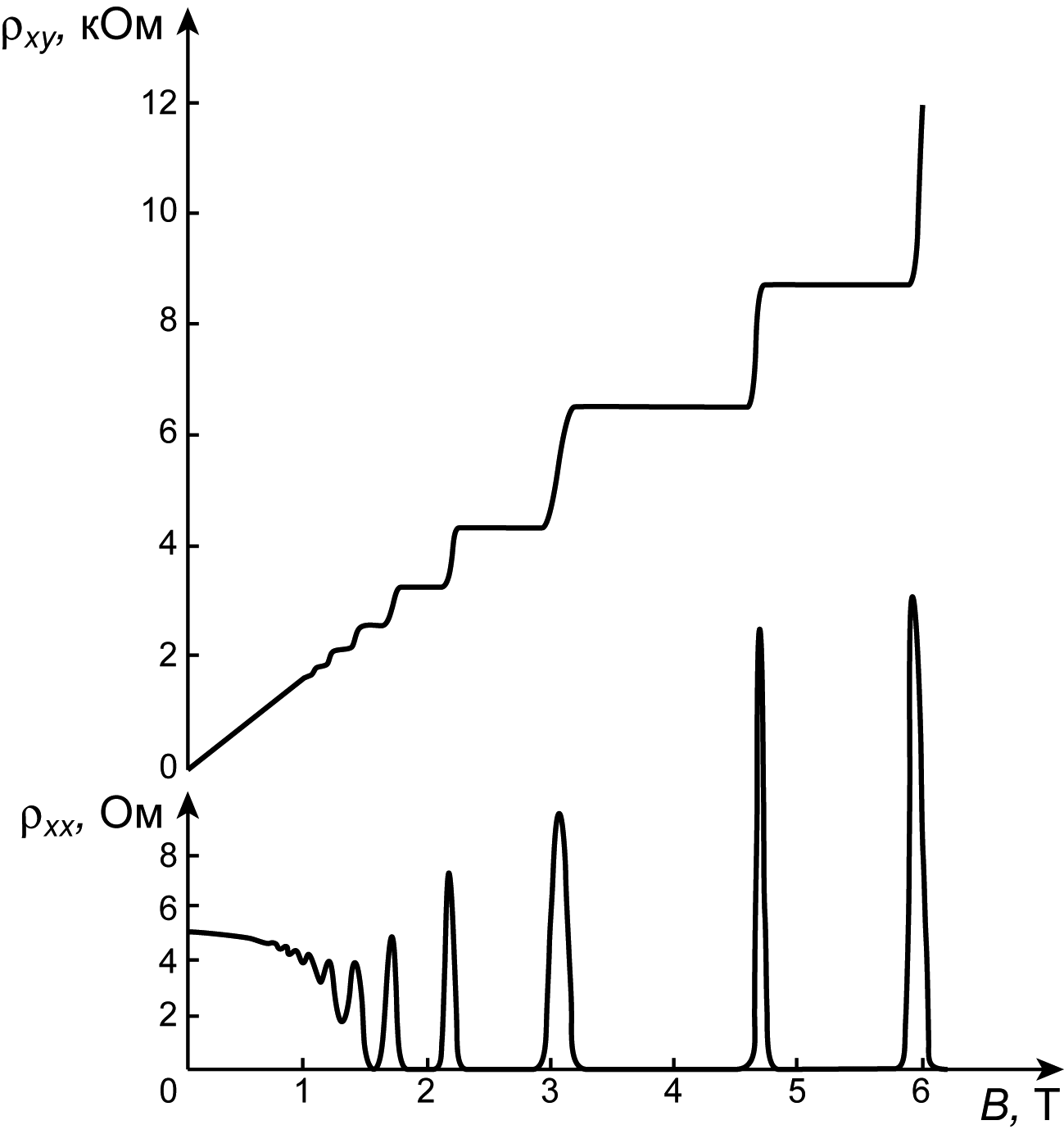
量子霍尔效应：霍尔电阻率在不同方向上的分量各自作为外磁场的函数。

临界现象是二十世纪六十年代的研究热点之一。这一研究方向主要是关于系统的相变以及可观测的临界行为。利奥·卡达诺夫、本杰明·维多姆及迈克尔·费希尔提出了临界指数及维多姆标度等方法。这些方法后来于1972年由肯尼斯·威耳逊以量子场论中重正化群的形式进行了整合。
1980年，克劳斯·冯·克利青发现量子霍尔效应，即在低温下强磁场中，二维电子气的霍尔电导是一个基礎常数的整数倍。這基礎常數稱為電導量子，e2/h；其中，e是基本電荷，h是普朗克常數。他还发现这一现象与像杂质含量或介面性質等的系统不規則之處无关，只與電導量子有關。翌年，罗伯特·劳夫林對於這未曾預料到的高精密度整數結果給出理論解釋，雖然他並未明確指出，但這理論意味著霍爾電導可以用一個稱為陈省身數的拓扑不变性來描述。:69, 741982年，霍斯特·施特默与崔琦发现了分数量子霍尔效应，即霍尔电导是電導量子的有理数倍。分数量子霍爾效應與整數量子霍爾效應的物理機制不同，後者可以忽略電子間的相互作用，而前者必須假定電子間的相互作用，需要用「多電子波函數」來解釋。隔年，劳夫林利用变分法得出劳夫林波函数，從而对于这一效應給出理论解释，並且說明這理論會導致帶有分數電荷的準粒子。物理學者稱這準粒子為複合費米子，並且闡明，電子的分數量子霍爾效應可以詮釋為複合費米子的整數霍爾效應。分数量子霍尔系統展示出的各種物理現象仍是目前的研究热点之一。
由丹·谢赫特曼发现的准晶体是晶体学的一项创举。1982年，谢赫特曼观察到一些金属合金出现异乎寻常的衍射图谱。这些衍射图谱显示这些合金的结构是有序的，但却不具备平移对称性。在准晶体被发现后，国际晶体学联合会考虑到非周期性结构调整了对于晶体的定义。对于软物质的研究在二十世纪下半叶也取得了一些重大的进展。其中值得一提的是保罗·弗洛里及皮埃尔-吉勒·德热纳等人对于像聚合物及液晶这样的软物质的热力学平衡的研究。
自從發現超導現象後以來，物理學者不斷嘗試提升其轉變溫度。1986年，卡尔·米勒与约翰内斯·贝德诺尔茨发现了首个高温超导体，轉變溫度為35 K温度。后来物理学家发现它是强相关材料的一种。高温超导体的发现引起了物理学界对于强相关材料的兴趣。在这种材料中，电子间的相互作用对于材料的特性有很大的影响。但目前，物理学家仍不能从理论上得到对于高温超导体性质完善的解释，而强相关材料也将在一段时期里会是研究热点之一。
2012年，一些研究者发现六硼化钐可能是一种拓扑绝缘体。其所具有的一些性质与早前对于拓扑绝缘体的理论预言相吻合。此前人们已经知道六硼化钐是一种近藤绝缘体，即强相关电子材料。如果其内部存在拓扑界面态的话，那么它就会是一种具有强电子相关性的拓扑绝缘体。
凝聚态物理学目前的研究焦点包括强相关材料，量子相变以及量子场论在凝聚态系统中的应用。目前所要解决的问题包括高温超导性、拓扑有序以及石墨烯与碳纳米管这样的新型材料的理论描述。

## 理论研究
理论凝聚态物理学旨在通过建立理论模型来使人们理解物质状态特性。这包括建立固体的电子模型，例如德鲁德模型、能带结构模型以及密度泛函理论。理论凝聚态物理学研究者还发展了相变的理论模型，例如金兹堡－朗道方程、临界指数以及量子场论及重正化群的数学技巧的应用。现代的理论研究还包括电子结构的数值计算以及使用数学理论来理解高温超导、拓扑相以及规范对称性这样的现象。

### 演生
演生是理论凝聚态物理学中一个重要的概念。它是指粒子在生成复合体时物理行为所发生的剧烈变化。比如人们尽管对于单一电子及晶格的微观性质已经有了充分的认识，但对由这些单一客体组成的高温超导体所顯示出的一系列现象却并不能给出较好的解释。湧現與還原是兩種完全對立的概念。根據還原論，只要能找到主導萬物的大自然定律，則可知道宇宙的奧秘。
近期，物理學者發現，在某些凝聚體物理學案例裏，集體激發的物理行為貌似真空裏的光子、電子、膠子與夸克。這意味著這些基礎粒子源自於同樣的機制，即在真空裏的弦網凝聚（string-net condensation）。從這機制產生的物理行為是一種演生现象。演生特性还可能发生在材料界面，比如铝酸镧-钛酸锶界面，假設將铝酸镧與钛酸锶這兩塊非磁绝缘体連接在一起，則會令人茫然費解地出現导电性、超导性及铁磁性。

### 固体电子理论
物质的金属态历来是固体性质研究的一个重要的组成部分。德鲁德模型是對於金属的第一个理论描述。这一模型认为：移動於金属內部的電子，其物理行為就好像理想气体。德鲁德模型可以解释维德曼–夫兰兹定理，即各種金屬的熱導率與電導率的比率跟溫度呈正比，但是，它對於金屬比熱給出自相矛盾的结论无法解释。这一经典模型后来由索末菲通过引入费米-狄拉克统计进行了改进，得到了半經典的自由電子模型。这一模型能夠更精準地解釋维德曼–夫兰兹定理，也能夠粗略解答金屬比熱問題，但是它依然無法解釋為什麼自由電子的假設能够適用於金屬這一基礎問題。:157-158另一方面，马克斯·冯·劳厄与保罗·克尼平等人早在1912年就对金属的结构进行了研究。他們通过观察到晶体的X射线衍射图样總結出：金属的周期型结构来源于其中的原子构成的晶格。:48瑞士物理学家布洛赫將量子力學理論應用於金屬，又將金屬晶格近似為周期势场，從而得出了周期势场中薛定谔方程的解，即布洛赫波，是由与周期势场具有一致周期的周期函数乘上自由電子的波函數后得到，這意味著電子可以自由地移動於晶格。从这点上，他獲得很多與實驗結果相符合的重要結果，因此奠定了金屬的量子力學理論基礎。:107-110
通过解析多体系统的波函数来计算金属的电子结构通常是一件非常困难的工作，因此必需使用近似技術來獲得有意義的理论预测。卢埃林·托马斯与恩里科·费米在二十世纪二十年代提出托马斯-费米模型，其通过将定域电子密度看作变分参量来估算系統的能量與電子密度。由於托马斯-费米模型並沒有將「交换对称能量」與「電子-電子相關能量」納入考量，它無法預測由分子與固體的穩定存在。二十世纪三十年代，道格拉斯·哈特里、弗拉基米尔·福克及约翰·斯莱特对托马斯-费米模型加以改进，提出了哈特里－福克方程，其特別考虑到电子波函数间的交换对称性。通常而言，哈特里－福克方程很難使用，只有對於自由電子案例，可以獲得完全解析解:330-337。在1964年至1965年之間，沃尔特·科恩、皮埃尔·奥昂贝格和沈吕九提出了兩篇關於密度泛函理论的開創性論文，對於金属的塊體性质及界面性质給出较为精准的描述。密度泛函理论自二十世纪七十年代就已广泛地应用在固体的能带结构计算。

### 对称性破缺
物质的一些特定状态会表现出对称性破缺，不遵守具有对称性的相关物理定律。例如晶体物质不具备连续平移对称性，铁磁性物质不具备旋转对称性，而处于基态的BCS超导体不具备U(1)旋转对称性。
依据量子场论中的戈德斯通定理，在连续对称性破缺的系统中会存在戈德斯通玻色子这种能量无限小的激发。例如，晶体中会存在用来表述量子化晶格振动的聲子。

### 相变
临界现象与相变是现代凝聚态物理学的一个重要的研究课题:75ff。临界现象是物質在臨界點附近所展示出的特別現象。相变是指由于温度这样的外参数的变化导致物体的相发生的变化。量子相变是指在絕對温度为零时，由於非溫度外參數的變化而發生的相變。在這裡，系统的相是指其哈密顿量所容許的各個不同基态。正在发生連續相变的系统会出现临界行为，導致相关长度、相關時間、热容及磁化率等等性質会因此發散。在平均场论中，连续相变可以使用金兹堡-朗道方程进行描述:8-11。然而一些重要的相变，比如莫特绝缘体与超流体间的相变，并不遵守金兹堡-朗道理论。强相关系统的相变是目前的研究热点之一。

## 实验研究
实验凝聚态物理学旨在使用实验探针来去发现物质的新特性。实验中使用到的探针包括电磁学现象，测量系统的响应函数、输运特性以及温度等等。目前受到广泛应用的实验手段包括利用X射线、红外线以及中子束这样的探针得到的图谱，与研究物质热容这样的热响应以及系统的热传导情况等等。

### 散射

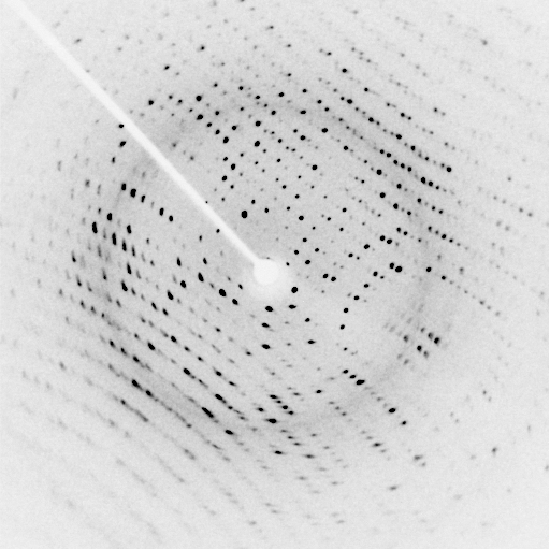
一种蛋白质晶体的X射线衍射图样

一些凝聚态实验使用像X射线、可见光及中子的散射來探測物质组分。具体用来散射的探针取决于研究涉及到的能量大小。可见光的能量在1 eV的数量级，可以被用来探测物质的介电常数及折射率等性质。X射线的能量在10 keV的数量级，可以用作原子尺度的探针，探测电子密度的变化。:33-34
中子也可以用作原子尺度的探针，在卢瑟福散射及研究电子自旋及磁性质的实验中均有应用。莫特散射中使用到的探针为电子束。:33-34:39-43由于正负电子会发生湮灭，正电子因而可以被用来间接探测定域电子密度。激光光谱学技術可以用来研究物質的微觀性質，比如使用非线性光谱学技術來研究介质的禁线。:258-259

### 外磁场
在实验凝聚态物理学领域，外磁场是一种可以影响到材料系统状态、相变及一些属性的热力学变量。核磁共振利用外磁场來找出个别电子的共振模式，从而獲得原子、分子及其与邻域化学键信息。增強外磁場可以提升核磁共振实验測量數據品質。核磁共振实验所使用的強磁場已可達60 T:69。量子振荡是另一种利用强磁场探测物质费米面等性质的实验手段。關於一些理論預測的效應，例如，量子磁電效應、鏡像磁單極子、半整數量子霍爾效應，它們的實驗驗證都需要用到強磁場。:57

### 低温原子气体

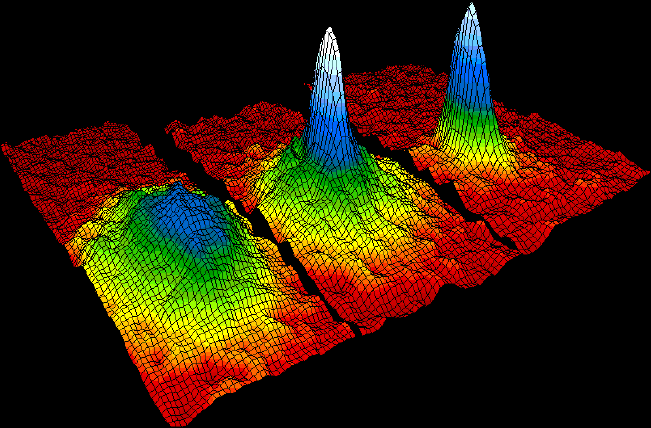
在极低温的铷原子气体中首次观测到的玻色-爱因斯坦凝聚。蓝色及白色区域表示密度较高。

利用光晶格俘获超冷原子是一种凝聚态物理学及原子-分子-光物理学领域常用的一种实验技术。在这项技术中，激光形成的干涉图谱成為超低温下置放原子或分子的“晶格”。光晶格中的冷原子常被用来模拟不稳定磁体这样的复杂系统。它们可被用來构建已经预设参数的一维、二维及三维赫巴德模型。這構建成的模型是研究反鐵磁与量子自旋液体有序性相变的利器。
1995年，科学家将铷原子气体的温度降至170 nK，从实验上实现了玻色-爱因斯坦凝聚。这种状态是由萨特延德拉·纳特·玻色与阿尔伯特·爱因斯坦提出的。在这一状态中，大量的原子占据单一的量子态。這一成果促使光晶格技術得到實際用途，因為光晶格可以很容易地建立於玻色-爱因斯坦凝聚內部。

## 应用

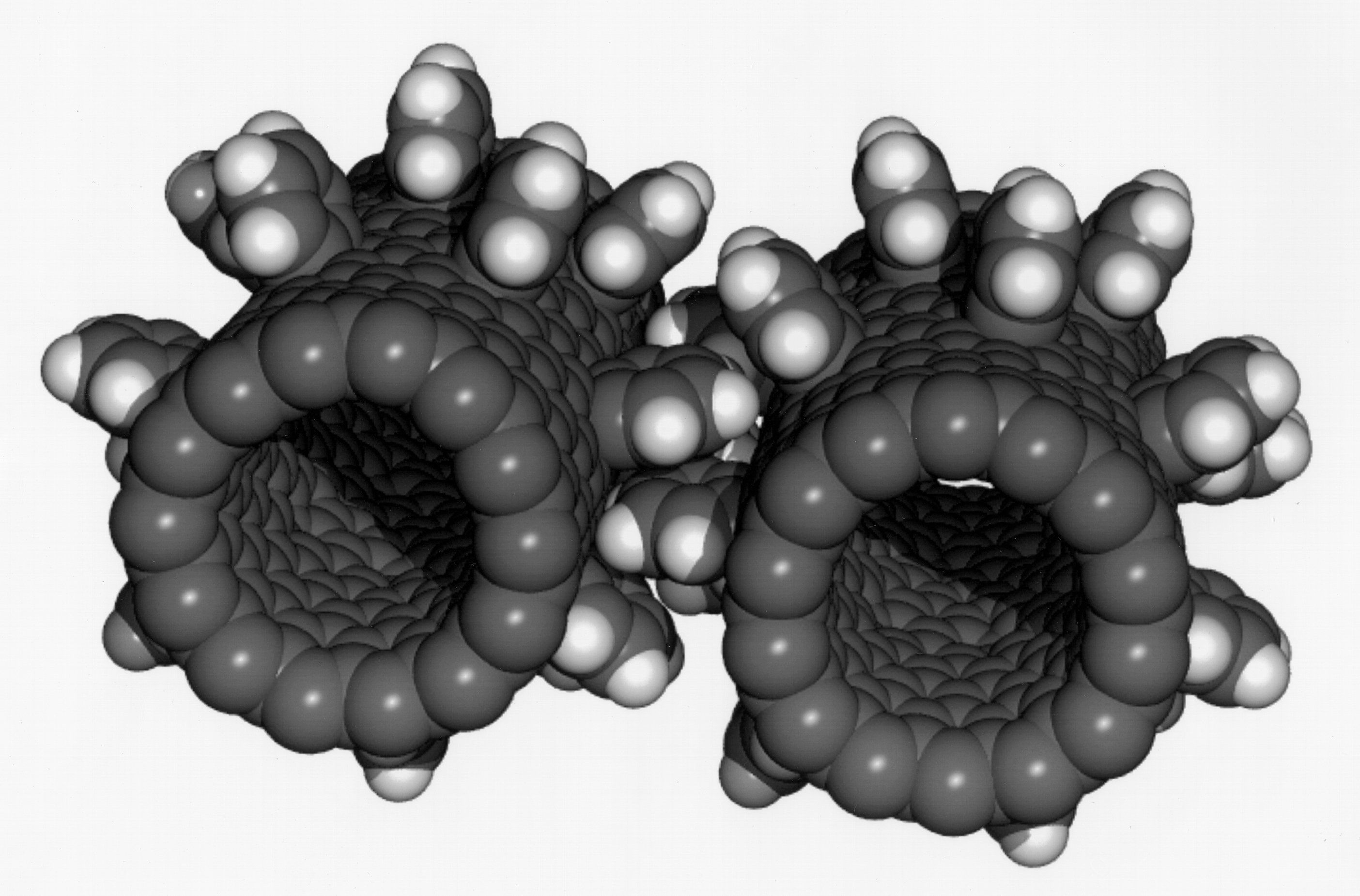
利用计算机模拟的由富勒烯分子构成的“纳米齿轮”。科学家期望着分子尺度的机器能随着纳米技术的发展而得以实现。

一些日常生活中常见的设备正是基于凝聚态物理学的研究成果，比如半导体晶体管及激光器等等。纳米技术涉及到的一些现象也在凝聚态物理学的研究范畴内。像扫描隧道显微镜这样的设备已经被用来控制像纳米光刻这样的纳米尺度过程。
一些凝聚态系统具有实现量子计算的应用前景。在量子計算裏，信息是由量子比特來代表。量子比特可能會在計算完成之前出現量子退相干，這是實現量子計算的嚴重問題。超導約瑟夫森結量子比特、應用磁性物質的自旋定向的自旋電子學量子比特、非阿貝爾任意子的拓扑量子比特，這些凝聚態物理學方法或許能夠解決量子退相干問題。
生物物理学领域也常常运用到凝聚态物理学的研究结果，例如在医学诊断中受到广泛应用的磁共振成像技术。

## 延伸阅读

### 期刊文章
- Khan, A. Q.  (PDF). Seven National Symposium on Frontiers in Physics. 7. 1998-11-21, 7 (7)  [2012-10-21]. （原始内容 (PDF)存档于2015-12-31） （英语）.

### 书籍
- Mudry, C. . World Scientific. 2014. ISBN 978-981-4449-10-6 （英语）.
- Chaikin, P. M.; Lubensky, T. C.  1. Cambridge University Press. 2000. ISBN 0-521-79450-1 （英语）.
- Altland, A.; Simons, B. . Cambridge University Press. 2006. ISBN 0-521-84508-4 （英语）.
- Marder, M. P.  2. John Wiley and Sons. 2010. ISBN 0-470-61798-5 （英语）.
- Hoddeson, L.; Braun, E.; Teichmann, J.; Weart, S. (编). . Oxford University Press. 1992. ISBN 0-195-05329-X （英语）.